# Alexandre da Sagrada Família
Alexandre da Sagrada Família (Vila da Horta, 22 de Maio de 1737 — Angra, 22 de abril de 1818), nascido Alexandre José da Silva Garrett (embora alguns biógrafos o denominem António Ferreira da Silva), foi o 25.º bispo da Diocese de Angra, tendo-a governado de 1816 até ao seu falecimento em 1818. Foi o primeiro bispo de Angra nascido nos Açores (no que apenas foi seguido, quase dois séculos depois por D. António de Sousa Braga). Poeta de mérito, foi tio paterno de João Baptista da Silva Leitão de Almeida Garrett, 1.° Visconde de Almeida Garrett, para cuja educação contribuiu, albergando-se em casa dos seus pais aquando da sua estadia na ilha Terceira.

## Biografia
Alexandre José da Silva Garrett nasceu numa casa da Rua de Santa Ana da então vila da Horta, ilha do Faial, a 22 de Maio de 1737, filho primogénito do alferes José Ferreira da Silva, oriundo da paróquia de Santa Catarina do Monte Sinai de Lisboa, e de sua mulher Antónia Margarida Garrett, de Madrid, de ascendência paterna catalã e materna siciliana. Foi baptizado pelo ouvidor Domingos Pereira Cardoso, a 2 de Junho de 1737, na igreja matriz da Horta, tendo como padrinhos o Dr. Alexandre de Moura e sua mulher, D. Isabel Maria, fregueses daquela matriz. Pertencendo a uma família numerosa, era um dos dez filhos e filhas do casal. Alguns dos seus irmãos seguiram também a carreira eclesiástica, nomeadamente o Arcediago Manuel Inácio da Silva Garrett e o Cónego Inácio da Silva Garrett, ambos dignidades na Sé Catedral de Angra.
Terá frequentado as aulas ministradas pelos franciscanos capuchos da estreita observância (não confundir com a Ordem dos Frades Menores Capuchinhos) no Convento de Santo António da Horta, tendo como professor e orientador espiritual Frei Ivo da Cruz. Foi um estudante talentoso e diligente, tanto que os frades de Santo António declararam que estavam terminados os seus estudos "por não ter mais que ensinar". O pai faleceu na Horta a 18 de Maio de 1753, quando Alexandre José tinha apenas 16 anos de idade.
Destinado a uma carreira eclesiástica, em 1758, com 21 anos, recebeu a prima tonsura entre os franciscanos. Em 1759 já aparece como presbítero num processo em que foi testemunha na cidade da Horta.
Fez parte da Maçonaria.
Em 11 de Junho de 1761 ingressou como noviço no Convento de Nossa Senhora dos Anjos de Brancanes de Setúbal (depois quartel e recentemente Estabelecimento Prisional de Brancanes, extinto em 2007). A 13 de Junho de 1762 professou naquele convento, adoptando então o nome religioso de frei Alexandre da Sagrada Família (por vezes grafado como frei Alexandre da Sacra Família).
Aparentemente autodidata, Alexandre José da Silva revelou-se de um intelecto excepcional, sendo reconhecido pela sua excelência nos estudos de teologia, direito canónico e civil, geografia e matemática. Obtendo uma vasta erudição, a que aliava bons dotes de oratória e uma notável eloquência, tornou-se num afamado orador sacro. Apesar disso, adoptou as regras de pobreza dos franciscanos da estrita observância a que pertencia, tendo esmolado pelo Alentejo e em Lisboa, ao mesmo tempo que ia "pregando com fruto".
Os seus dotes intelectuais levaram a que fosse escolhido, em 1776, para solicitar ao Papa Pio VI, em Roma, a separação do Convento de Brancanes da obediência à Província Franciscana do Algarve, o que conseguiu, passando aquele convento, tal como os outros com funções de seminários autónomos, a depender directamente do Geral da Ordem.
Celebrizou-se também como polemista, ficando memorável a controvérsia que manteve com frei Bartolomeu Brandão em torno de questões teológicos suscitadas pelo sermão pregado em Beja por frei Alexandre na festa de Corpus Christi de 1776.
Para além do seu labor sacro, frei Alexandre da Sagrada Família também se revelou um notável humanista e poeta arcádico, escrevendo sob o pseudónimo de Sílvio, inserindo-se na corrente do pseudo-classicismo francês. Frequentou os serões literários da 4.ª marquesa de Alorna, D. Leonor de Almeida Portugal de Lorena e Lencastre, a famosa Alcipe, de que foi director espiritual, atribuindo-se à sua influência o não se ter feito religiosa, como chegara a persuadir-se durante os 18 anos que passou reclusa no Convento de Chelas em consequência do processo dos Távoras. Terá produzido nesta fase da sua vida abundante poesia, que permaneceu inédita na quase totalidade, desconhecendo-se o destino dos manuscritos que os seus biógrafos afirmam terem existido à data do seu falecimento.
Tendo-se notabilizado pelos seus dotes oratórios e pela sua erudição, a 24 de Outubro de 1781 foi apresentado pela rainha D. Maria I para o cargo de bispo de Malaca e Timor. Foi confirmado por bula de 16 de Dezembro de 1782, sendo sagrado na igreja do Convento da Trindade, em Lisboa, a 24 de Novembro de 1783, em cerimónia presidida por D. António Caetano Maciel Calheiros, mais conhecido por arcebispo de Lacedemónia, e com a participação dos bispos de Macau, Dom Alexandre da Silva Pedrosa Guimarães e de Goiases, Dom Vicente do Espirito Santo, O.A.D.
Apesar de confirmado e sagrado bispo de Malaca, não chegou a partir para a sua diocese, tendo permanecido em Lisboa até ser nomeado como governador e administrador do bispado de São Paulo de Luanda, então com jurisdição sobre Angola e a região do Congo. Obtida confirmação papal por bula datada de 15 de Fevereiro de 1784, partiu para Luanda a 6 de Abril de 1784, onde assumiu o efectivo governo da diocese. Terá exercido uma notável acção reformadora e missionária em Angola, sendo-lhe atribuída a reconversão ao cristianismo do Rei do Congo e o processo que levou à sua aceitação da condição de súbdito do rei de Portugal e do consequente protectorado português sobre a região.

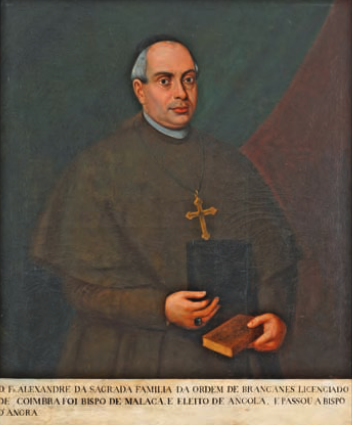
D. Frei Alexandre da Sagrada Família, Museu de Angra do Heroísmo.

Quando se preparava para receber a transferência para o cargo de bispo titular da diocese de Luanda, um conflito com o capitão-general de Angola, José de Almeida e Vasconcelos, 1.º barão de Mossâmedes, fê-lo incorrer no desagrado do governo português, que, em consequência, se recusou a consentir na bula de confirmação do prelado. Ofendido, o bispo partiu secretamente para Lisboa, recolhendo-se ao Convento de Brancanes.
Em reconhecimento da sua valia como poeta e como intelectual, em 1791 foi eleito sócio correspondente da Academia Real das Ciências de Lisboa.
D. frei Alexandre da Sagrada Família estava em Brancanes quando em 1808 foi escolhido por Jean-Andoche Junot para integrar a delegação portuguesa que deveria ir a França saudar Napoleão Bonaparte como suserano de Portugal. Demonstrando coragem e patriotismo, recusou-se terminantemente, ripostando só reconhecer como legítimo soberano o príncipe-regente D. João e que de bom grado sacrificaria à pátria os dois ou três anos que lhe restavam de vida.
No ano imediato, perante o alastrar da Guerra Peninsular, D. frei Alexandre resolve retirar-se para os Açores, fixando-se na cidade de Angra, na ilha Terceira, onde então vivia o seu irmão António Bernardo da Silva Garrett, o pai do futuro visconde de Almeida Garrett, e a respectiva família.
Inicia um período de convívio com o seu sobrinho João Baptista, futuramente conhecido apenas como Almeida Garrett, com cujos dotes de inteligência se confessou maravilhado, contribuindo na orientação dos seus primeiros estudos, aparentemente orientando-o para a vida eclesiástica, chegando mesmo a solicitar um lugar na colegiada da Igreja de Nossa Senhora da Conceição de Angra. D. frei Alexandre terá influído fortemente na sua formação intelectual, propiciando-lhe uma sólida formação literária, de gosto clássico, a par de não poucas ideias conservadoras, que viria a rejeitar pouco depois. Esta profícua relação levou a que Almeida Garrett sempre manifestasse pelo tio bispo uma profunda veneração e dele deixasse referências na sua obra poética.
Aparentemente a pedido do seu irmão António Bernardo, que pretendia obter a nomeação do filho mais velho, também chamado Alexandre, no ofício de selador da alfândega do Porto, D. frei Alexandre partiu em 1811 para o Rio de Janeiro com o objectivo de solicitar ao príncipe-regente tal mercê. Encontrando-se assim na corte do Rio de Janeiro quando chegou a notícia do falecimento, ocorrido em Ponta Delgada, de D. José Pegado de Azevedo, o 24.º bispo de Angra. Ficando vacante a Sé de Angra, a 7 de Janeiro de 1812, o príncipe-regente resolveu apresentar D. frei Alexandre para o lugar, solicitando a necessária confirmação papal.
Foi assim como bispo apresentado de Angra que em 1813 D. frei Alexandre regressou aos Açores, ficando na diocese a aguardar a confirmação. Não tendo chegado a confirmação, nesse mesmo ano volta ao Rio de Janeiro, de onde regressa no ano seguinte.
Ao chegar a Angra, D. frei Alexandre encontrou o cabido em guerra aberta com o núncio apostólico, Lorenzo Caleppi, Arcebispo de Nisibi, por este pretender impor a nomeação de um vigário capitular. Sendo D. frei Alexandre um reputado canonista, e para mais bispo apresentado da diocese, foi-lhe solicitado parecer sobre a querela, ao que ele respondeu por carta datada de 24 de Julho de 1813, dizendo:
Esta igreja, jure pleno pertence à Ordem Militar de Nosso Senhor Jesus Cristo, cujo Grão Mestre tem nela legítima jurisdição ordinária - per alium exercenda - como falam os jesuítas. Todos os benefícios, todos os ofícios, todos os cargos dela, do Grão-mestre dimanam e não podem, sem expressa vontade e mandamento dele ser abolidos, alterados, substituídos por alguma autoridade estranha. E depois que os Sumos Pontífices confirmando este direito à Ordem, os incorporaram todos com ela na coroa destes reinos, nem os mesmos Sumos Pontífices, podem sem ofensa da autoridade e direitos da mesma coroa, ordenar e dispor contrariamente dos ofícios, benefícios e cargos desta Igreja. Como poderá o seu Núncio por um despótico acto, o que o mesmo Sumo Pontífice não poderia?.
Estando a aguardar confirmação papal, a qual dependia da influência do mesmo núncio, esta pouco diplomática resposta não foi deixada sem retribuição: o núncio protelou o processo e moveu influências no Vaticano para que a confirmação fosse recusada. Não o conseguiu, mas entretanto passaram quatro longos anos de espera e incerteza, durante os quais a sé permaneceu vacante, apesar da presença física do bispo na ilha. Finalmente, a 12 de Julho de 1816 foram emitidas as ansiadas Letras Apostólicas de confirmação, mas ainda assim chegaram a Angra sem o costumado exequater régio, pois tinham sido enviadas directamente, sem passaram pelo Rio de Janeiro. Perante essa falta, o bispo manteve-se na situação de residencial enquanto o cabido assumia o poder temporal e espiritual, como se fosse efectivamente sede vacante.
Só quatro meses depois, a 4 de Novembro de 1816, tomou posse efectiva do bispado por intermédio do cónego José Narciso de Mendonça, seu procurador. A 15 de Dezembro desse ano realizaram-se finalmente na igreja da Misericórdia de Angra as cerimónias solenes de entrada do novo bispo.
Apesar de já ter 80 anos, à época, uma idade excepcional, ainda assumiu com vigor o governo da diocese, empenhando-se na vida religiosa e civil do arquipélago. Um dos primeiros actos foi dirigir uma exortação à classe clerical a favor da colecta de esmolas para a manutenção da presença católica na Terra Santa.
Encontrando-se vago o lugar de capitão-general, coube-lhe, nos termos da ordenação em vigor, exercer interinamente cargo de governador interino da Capitania Geral dos Açores, até à chegada a Angra do capitão-general Francisco António de Araújo, a quem deu solenemente posse a 14 de Maio de 1817.
D. frei Alexandre da Sagrada Família faleceu a 22 de Abril de 1818, com quase oitenta e um anos de idade, sendo sepultado no hoje arruinado convento de Santo António dos Capuchos de Angra, lugar onde o prelado se deslocava a pé, para orar perante Nossa Senhora do Livramento, que ali se venerava.
Diz-se de D. Alexandre, que muito escreveu e bem pouco publicou, pois terá deixado em manuscrito a maioria das suas obras. Dele apenas se sabe ter sido impressa, anonimamente, em 1782, uma obra intitulada Devoção das Dores da Virgem Mãe de Deus, por um seu devoto, reeditada em 1817. Nas Obras Poéticas da marquesa de Alorna, está inserta um poema da sua autoria, intitulado Epístola a Alcipe e assinada com o pseudónimo de Sílvio.
Almeida Garrett afirma que o tio traduzira em verso a tragédia Merope, de Scipione Maffei, mas desconhece-se se foi publicada, tendo desaparecido o manuscrito.
Algumas das suas pastorais são conhecidas, nomeadamente a Pastoral do bispo de Angra, dirigida à reverenda vigararia do convento de S. João Evangelista de Ponta Delgada na ilha de S. Miguel (no Investigador Português, 1817) e Pastorais ao clero da diocese de Angola e Congo (no Jornal de Coimbra, 1820).
António Ferreira de Serpa (1865–1939) insere a poesia Cântico de Moisés na sua obra D. Frei Alexandre da Sagrada Família.
A cidade da Horta lembra D. frei Alexandre na toponímia de uma das sua praças, o Largo do Bispo D. Alexandre.